# George Morlings Eventyr
George Morlings Eventyr er en amerikansk stumfilm fra 1917 af John H. Collins.

## Medvirkende
- Viola Dana som Lakshima.
- Robert Walker som George Morling.
- Augustus Phillips som Maharajah Bhartari-Hari.
- William B. Davidson som Krishna Dhwaj.
- Henry Hallam som John Morling.